# Sarleinsbach
Sarleinsbach è un comune austriaco di 2 280 abitanti nel distretto di Rohrbach, in Alta Austria; ha lo status di comune mercato (Marktgemeinde).